# Tatami
Tatami (japonsky 畳) je japonská rohož využívaná jako modulární podlahová krytina v tradiční japonské architektuře. Tatami má typicky poměr stran 2 : 1 a velikost je různá dle regionů v Japonsku, typicky kolem 90 na 180 cm, vyskytují se však různé variace. Vyrábí se z rýžové slámy a na dvou stranách jsou okraje uzavřené vyšívanou látkou.

## Rozměry
Rozměry tatami se liší dle regionů v Japonsku:
- Kjóto – 0,955 m na 1,91 m.
- Nagoja – 0,91 m na 1,82 m
- Tokio – 0,88 m na 1,76 m

## Galerie

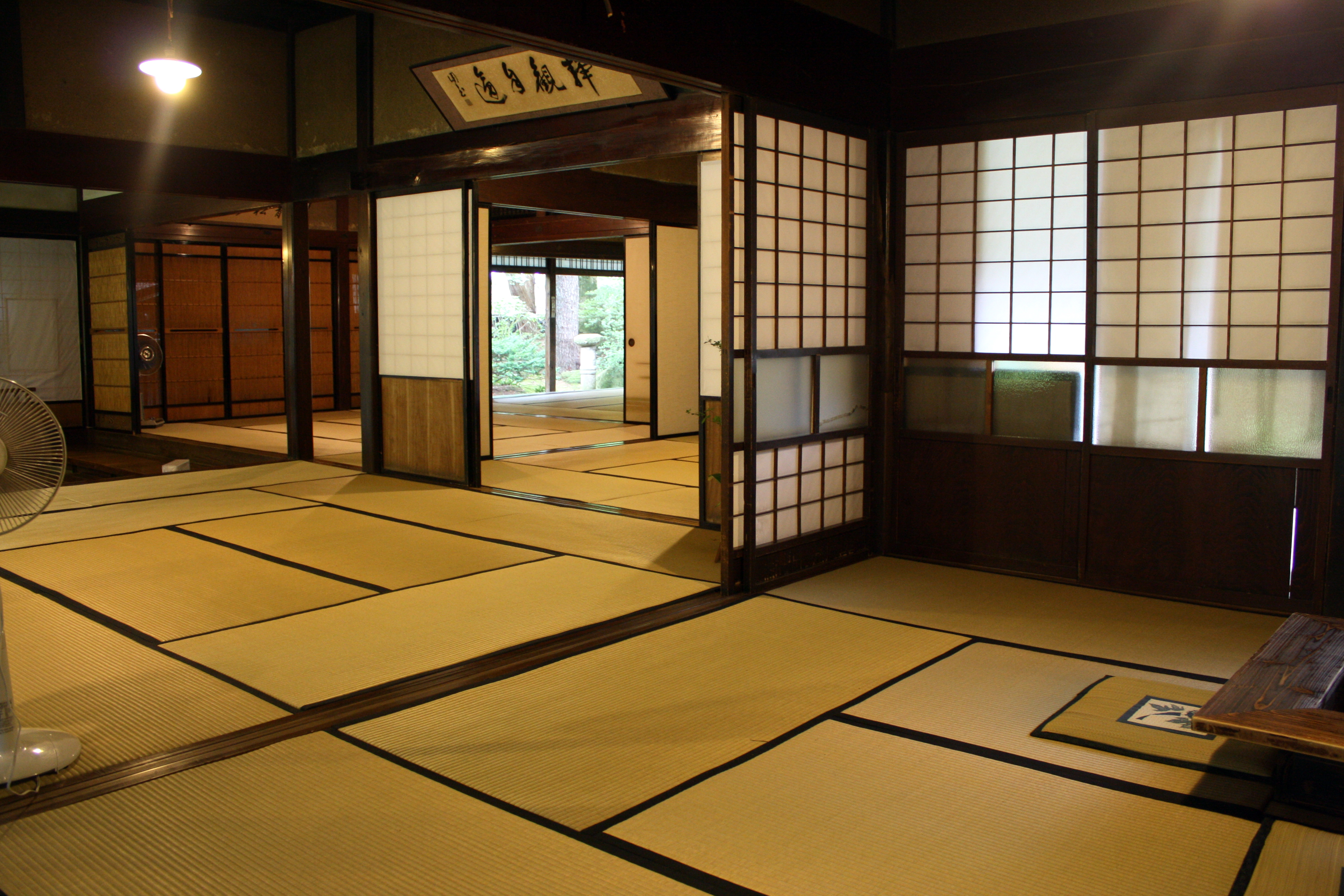
Místnost s tatami podlahou
Typické uspořádání tatami: růžově je poloviční velikost
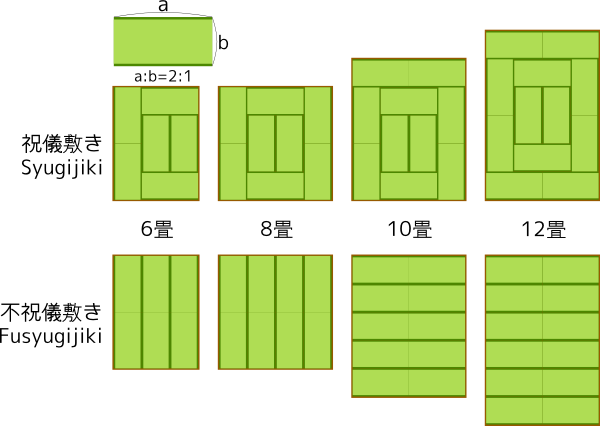
Příklady konfigurace tatami
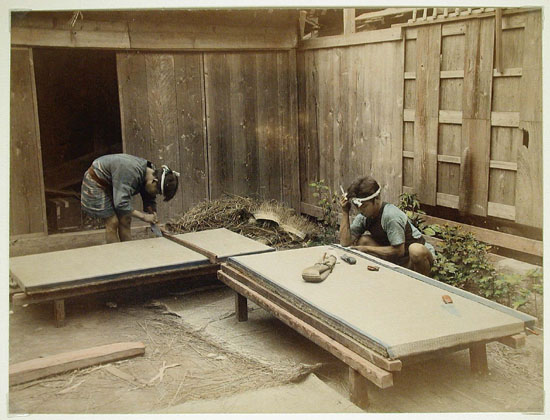
Tradiční výroba tatami (19. století)
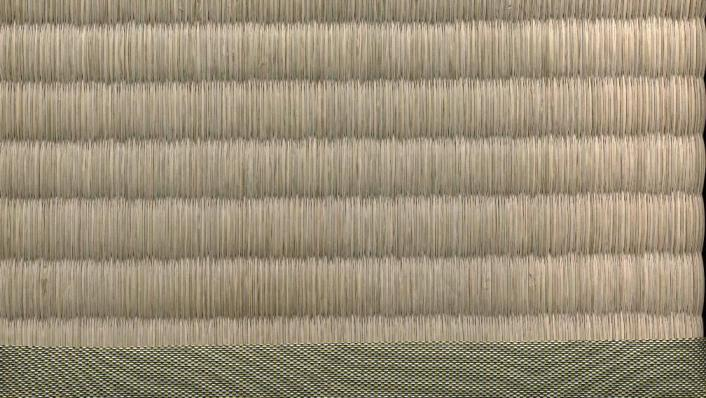
Detail tatami
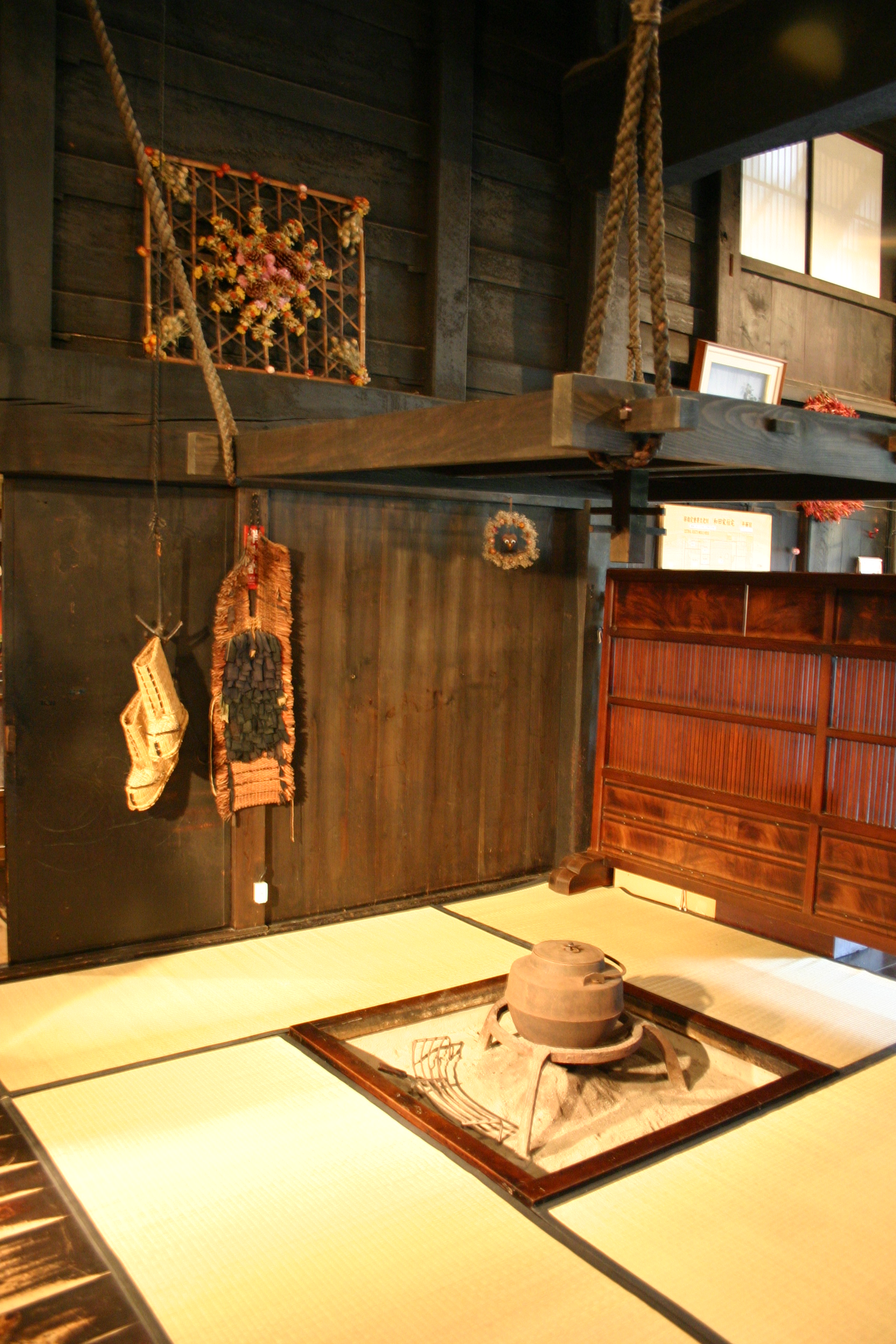
Tatami kolem ohniště
Kočka otevírající posuvné dveře v místnosti s tatami podlahou